# Jean Karen Gregory
Jean Karen Gregory (* 1958 in New York City) ist eine US-amerikanische Materialwissenschaftlerin und Ingenieurin.
Jean K. Gregory war Professorin für Werkstoffe im Maschinenbau an der TU München 1996–2002. Davor war sie beim GKSS Forschungszentrum Geesthacht.
Sie forschte unter anderem über Titanlegierungen in der Meerestechnik.
1997 erhielt sie den Gottfried-Wilhelm-Leibniz-Preis.